# SoKKuri?
SoKKuri?（そっくり）は2008年にオープンした日本のウェブサイト。自分が似ていると思う芸能人や有名人を投稿することができる。

## 概要
容姿や雰囲気が似ている、キャラや芸風が被っているなど、自分が似ている(そっくり)と思う芸能人や有名人同士のペアを投稿することができる。投稿したペアは、管理人による承認後、「新着そっくりさん」に表示される。
誰かが投稿したペアに「○ そっくり！」（以下○）もしくは「× 似てない...」（以下×）の判定をすることもでき、判定すると○と×それぞれの票数や、○の票数を○と×の合計票数で除算して100倍にした値（そっくり率）が表示される。また、投稿時には任意で自分のハンドルネームやサイトのURLなどを設定することもできる。投稿できるペアは1日に1組のみである。

## 承認されない場合
基本的に一般人（素人）が含まれている組み合わせは承認されない。
アニメのキャラクターなど、実在しない人物がペアに含まれている場合や、AV男優やAV女優など、18歳未満の閲覧が法律で禁止されている作品に主に出演する人物、犯罪者や犯罪被害者が含まれるペアも承認されない。また、既に投稿されているペアや、改名などによる同一人物同士のペアの場合も承認されない。「投稿が禁止されています」というエラーメッセージが表示されることもある。

## 投稿者検索
「投稿者検索」でハンドルネームを入力して「検索」ボタンを押すと、そのハンドルネームに該当する投稿者が投稿した履歴やそれぞれの○と×の票数、そっくり率が表示される。ただし、未承認の場合でも、自分が投稿した時点で○に1票が入る。

## サイト内メニュー
- そっくりさんランキング
- 新着そっくりさん
- そっくりさんを投稿する

## 備考
- 投稿者が自分で画像を投稿できないため、人物によっては画像が全く表示されない、別人の画像が表示されてしまうといった不具合が存在する。
- 前述の通り、架空のキャラクターや動物、犯罪者等と芸能人・有名人の組み合わせは承認されないはずだが、実際には一部の組み合わせはサイト上に存在しており、投票もすることができる[3]。
- 複数端末などを用いて自分で「そっくり」に大量に投票していると思わしきユーザーや、複数の名前で1日に何組ものペアを投稿しているユーザーも一部存在する。
- タレントによって投票数に偏りがあるため、投票結果の正確さが失われているペアも存在する。また、一部のタレント[4]の場合、そっくりかどうかではなく最早ただのファン投票の様相を呈しており[5]、明らかに投票結果に信憑性がないため注意が必要。